# 舍克峰
79°53′S 82°51′W / 79.883°S 82.850°W
舍克峰（英語：Schoeck Peak）是南極洲的山峰，位於埃爾斯沃思地，屬於赫里蒂奇嶺中企業山的一部分，海拔高度1,810米，美國地質調查局根據測量和該國海軍的空中照片繪入地圖。